# Josip Primožič
Josip Primožič – Tošo (pogosto tudi Jože Primožič), slovenski telovadec, gledališki delavec in slikar, * 7. februar 1900, Ljubljana, † 18. avgust 1985, Maribor.

## Življenjepis
Josip Primožič se je rodil očetu Josipu in materi Antoniji roj. Vodušek. Mati je umrla, ko je bil Josip še otrok, zaradi česar so ga kasneje vzgajali v družini njegovega strica Ferda Primožiča. V Ljubljani je Josip končal šest razredov ljudske šole, kjer je začel spoznavati gimnastiko, ki je bila takrat izjemno priljubljen šport. Ob začetku prve svetovne vojne je začel obiskovati prvi razred realke, a je zaradi težkega gmotnega položaja tetine družine prenehal hoditi v realko in se je začel učiti za livarja. Leta 1918, ko je dopolnil 18 let, je odšel na služenje vojaškega roka. Zaradi telesne šibkosti so ga po treh mesecih premestili v vojaško tovarno orožja Samasa v Ljubljano. Zaradi nepokorščine, dela tam namreč Josip ni maral, so ga za nekaj časa celo zaprli. Kasneje je pobegnil h kmetu Tržanu v Zagradišče na Dolenjskem, kjer je kot hlapec preživel skoraj tri leta.
Leta 1921 je ponovno šel v Ljubljano in bil nato spet vpoklican na služenje vojaškega roka novoustanovljene države Kraljevine Srbov, Hrvatov in Slovencev. Tokrat je vojsko služil pri topničarjih v Kraljevu, kjer se je začel resneje ukvarjati z gimnastiko. Prvo službo v Mariboru mu je kasneje priskrbel Leon Štukelj, ki je bil takrat že zaposlen kot sodnik v Mariboru. Štukelj si je želel v svoji bližini telovadca, s katerim bi se skupaj pripravljala na tekmovanja. Po končani meščanski šoli 1931/32 in slikarskem tečaju je ustvaril preko 1600 slik in portretov, imel je okrog 160 razstav (od tega 28 samostojnih) doma in v tujini. Naredil je 65 scen za dramske, operne in baletne predstave. Svoje plodno ustvarjalno delo na likovnem področju je zaključil kot ravnatelj tehničnih delavnic v SNG Maribor.
Po njem se danes imenuje Ulica Toša Primožiča v Mariboru. Leta 2012 je bil sprejet v Hram slovenskih športnih junakov.
Leta 2021 so mu v Mariboru ob športnem parku Ljudski vrt postavili spomenik (avtorja Vlasta Zorko in Marjan Drev).

## Gimnastična kariera
Pod vodstvom Staneta Derganca, ki ga je povabil v vrste Sokola, je začel Josip Primožič resno telovaditi. V enem letu je tako napredoval, da so ga povabili celo na izbirno tekmo za sestavo vrste za olimpijske igre v Parizu leta 1924. Uvrstil se je v vrsto in se tako kot popolni začetnik udeležil svojih prvih iger.
Na 26. svetovnem prvenstvu v Lyonu je bil že tretji najboljši slovenski telovadec in je postal svetovni podprvak na drogu ter z izbrano vrsto osvojil drugo mesto.
Leta 1928 je na svojih drugih olimpijskih igrah v Amsterdamu osvojil dve olimpijski medalji, srebro na bradlji in bron kot član vrste.
S 30. leti je postal štirikratni svetovni prvak na svetovnem prvenstvu leta 1930 v Luksemburgu. Bil je najboljši telovadec na svetu v skupni uvrstitvi in prosti vaji, na bradlji in konju z ročaji, z izbrano vrsto pa je osvojil tretje mesto.
Na drugem, vse-sokolskem zletu 1930 v Beogradu in drugi tekmi za zlati meč kralja Aleksandra je bil Tošo drugi, hkrati pa je bil najboljši Slovenec na tekmovanju.
Udeležil se je še tretjih olimpijskih iger leta 1936 v Berlinu, vendar brez večjih uspehov. Zatem se je udeležil še svetovnega prvenstva v Pragi 1938, kjer je dosegel dve bronasti medalji na bradlji posamezno in kot član vrste.
Po njegovi zadnji tekmi leta 1940 v Zemunu je končal telovadno pot in se posvetil slikarstvu.